# Ivan Radenović
Ivan Radenović (en serbi Иван Раденовић) (Belgrad, Sèrbia, 10 de juny de 1984) és un jugador serbi professional de bàsquet. Mesura 208 cm i pesa 110 kg.

## Carrera
Es va formar en els equips filials del KK Partizan de Belgrad. Va ser en el 2002 quan el seu nom va començar a sentir-se amb major força, a conseqüència de la seva presència al combinat serbi júnior que va participar en el "Mundial no oficiós" de Mannheim (Alemanya) de l'esmentat any.
Més tard marxaria a la Universitat d'Arizona, dirigida pel mític Lute Olson; on prosseguiria amb la seva formació esportiva mentre realitzava els seus estudis de Psicologia.
Radenović va jugar a la campanya 2007/2008 en l'Akasvayu de Girona (havia firmat dues campanyes però el col·lapse del club català va provocar que no les complís) i després ha militat en el Panelinios grec i estava jugant temporalment en el CSKA de Moscou.
El desembre de 2009 va tancar un acord amb el Cajasol de Sevilla. Entre 2010 i 2011 va jugar al Menorca Bàsquet. El juliol del 2011 va signar un contracte de dos anys amb el BC Donetsk. El 24 de setembre del 2013 va signar amb el Crvena Zvezda de Belgrad.
El 25 de gener del 2015, va signar amb l'AZS Koszalin, de la lliga de bàsquet polonesa.

## Sèrbia
Va disputar l'Europeu sub20 de l'any 2004 (10 punts i 7.5 rebots de mitjana) on van aconseguir un cinquè lloc. Va debutar amb la selecció de bàsquet de Sèrbia.